# Телеологія
Телеоло́гія (від грец. τέλειος, «заключний, довершений» + логія) — філософське вчення, за яким всі процеси є реалізацією наперед визначеної мети. Витоки телеології (від τέλος γος - «ціль», «мета» - ≪вчення») сягають іще спекуляцій досократівських мислителів про походження світу, а телеологи ний погляд на природу вперше засвідчений у Анаксагора (499-428 до н. е.), для якого «ум» (νοῦς) постає таким принципом порядку, з огляду на який і впорядкований світ, і слід розуміти кожне суще. Але поняття «телеологія», попри своє старогрецьке мовне коріння, з'явилося і закріпилося у філософії на дві тисячі років пізніше за свої витоки. Його запровадив К. Вольф у своїй латинській логіці 1728 року, а саме у третій главі - «Discursus praeliminaris de philosophia in genere», що стоїть на початку твору. Телеологія визначена як «частина філософії природи, яка пояснює цілі речей ... [і] є дуже широкою і корисною».
Телеологія не тотожна детермінізму, оскільки детермінізм декларує всі події наперед визначеними, але не вказує того, що вони прагнуть до певної мети.
Телеологічний світогляд невід'ємний від філософії Гегеля, у якого метою розвитку абсолютного духу є самопізнання.

## Релігійна телеологія
Релігійна телеологія — релігійно-богословське вчення про детермінованість поведінки й життя людини волею Бога, а звідси — і її одвічного «спасіння» чи «засудження» у потойбічному світі.
Ідея Божого визначення набула догматичного оформлення в юдаїзмі, ісламі, християнстві. Кальвінізм, наприклад, обстоює фаталістичне вчення про абсолютну наперед визначеність, за яким вічне «спасіння» чи «засудження» людини не залежить від її волі, а цілком і безумовно визначені наперед Богом.
Православ'я та католицизм, як і основні течії ісламу (сунізм та шиїзм), дотримуються компромісної лінії, визначаючи і свободу волі людини, і Божий план спасіння людини.

## Телеологія і телеономія
Наука, починаючи з Френсіса Бекона, не розглядає питання про існування якоїсь кінцевої мети, до якої прагне природа. Деякі невдалі формулювання в еволюційній біології можуть видатися телеологічними, однак їх завжди можна переформулювати так, щоб уникнути згадки про мету еволюції чи пристосування організмів. Для опису систем, для яких властиві зворотний зв'язок і саморегуляція, на заміну терміна телеологія запропонований термін телеономія.